# Place Jean-Rostand
Ne doit pas être confondu avec Place Edmond-Rostand.
La place Jean-Rostand est une place située dans le quartier du Combat du 19e arrondissement de Paris.

## Situation et accès
La place Jean-Rostand est desservie à proximité par la ligne 2 à la station Belleville.

## Origine du nom

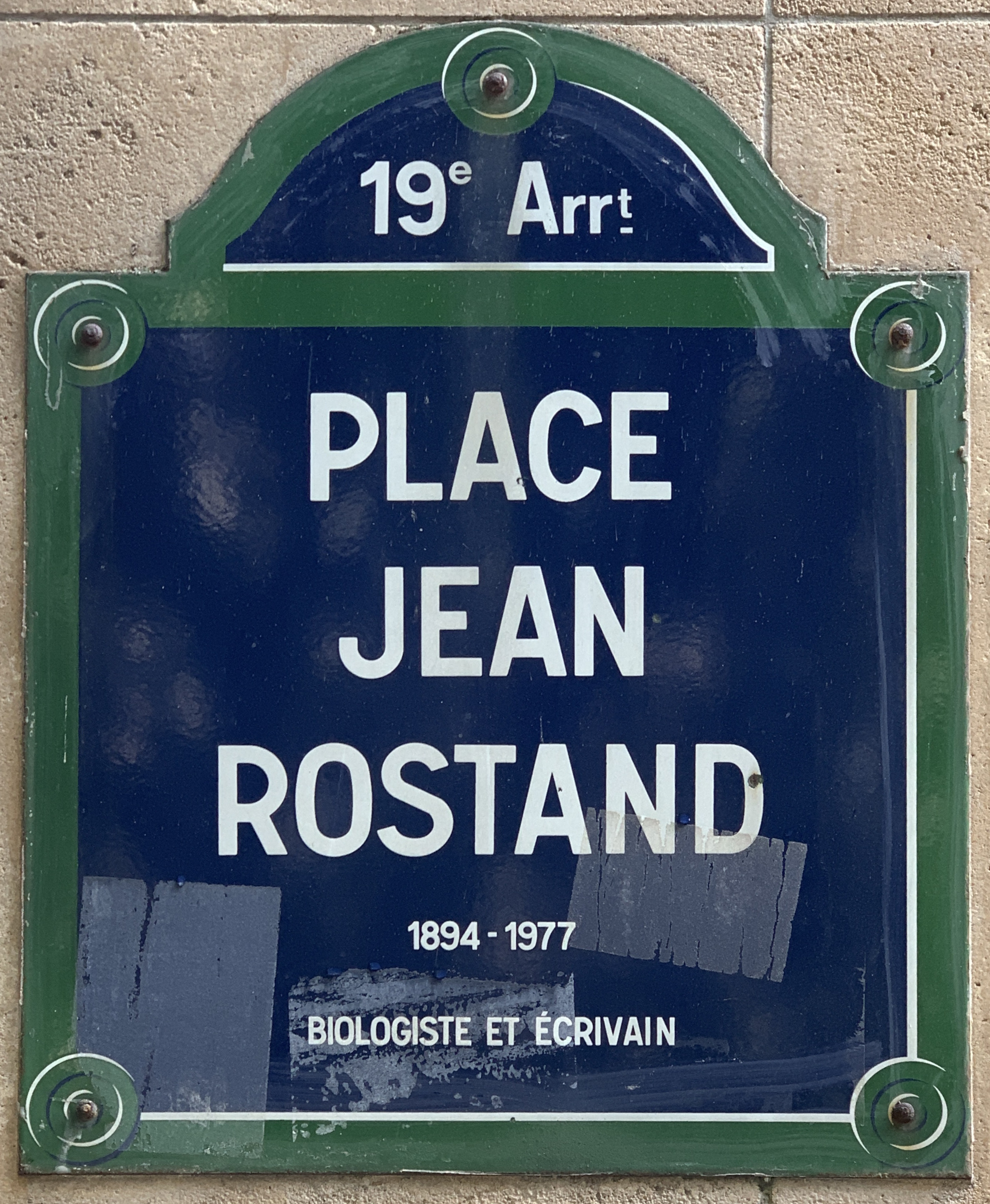
Plaque de la place.

Elle porte le nom du biologiste et écrivain français, Jean Rostand (1894-1977), membre de l'Académie française.

## Historique
La voie est créée dans le cadre de l'aménagement du secteur Rébeval sous le nom provisoire de « voie BO/19 » et prend sa dénomination actuelle par un arrêté municipal du 26 novembre 1984. 